# Český časopis historický
Český časopis historický, zkráceně ČČH, je české ústřední vědecké periodikum v oboru historie. Byl založen v roce 1895 Jaroslavem Gollem a Antonínem Rezkem. Časopis vychází čtyřikrát ročně a přispívají do něj přední odborníci nejen z Česka, ale i z Evropy. Už od doby svého vzniku je recenzovaným časopisem. 
Vedoucím redaktorem je Martin Holý, zástupkyní vedoucího redaktora Radmila Švaříčková Slabáková.

## Vědecká rada
Václav Bůžek (České Budějovice), Eva Doležalová (Praha), Michaela Hrubá (Ústí nad Labem), Milan Hlavačka (Praha), Jiří Hutečka (Hradec Králové), Tomáš Knoz (Brno), Kateřina Králová (Praha), Jaroslav Pánek (Praha), Jiří Pešek (Praha), Martin Pelc (Opava), Anna Pumprová (Ostrava), Matěj Spurný (Praha), Zdeňka Stoklásková (Brno), Lucie Storchová (Praha), Drahomír Suchánek (Praha), Petr Vorel (Pardubice).

## Mezinárodní vědecká rada
Hugh L. Agnew (George Washington University), Joachim Bahlcke (Universität Stuttgart), Ewa Domańska (Uniwersytet Poznań/Stanford University), Katrin Keller (Österreichische Akademie der Wissenschaften Wien), Ji-Hyun Lim (Sogang University, Seoul), Daniela Koleva (Sofia University), Piotr M. Majewski (Uniwersytet Warszawski), Susanne Rau (Universität Erfurt), Taku Shinohara (Tokyo University of Foreign Studies), Alain Soubigou (Université Paris 1 Panthéon-Sorbonne), Katalin Szende (CEU Budapest), Juraj Šedivý (Univerzita Komenského v Bratislave), Kimberly E. Zarecor (Iowa State University).